# Lac de Bienne
Pour les articles homonymes, voir Bienne (homonymie).
Le lac de Bienne (en allemand : Bielersee ; en italien : Lago di Bienna ; en romanche : Lai da Bienna) est l'un des trois lacs au pied de la chaîne du Jura. Il se situe dans le canton de Berne en Suisse. Le canton de Neuchâtel le borde également à son extrémité ouest.

## Géographie
Il fait 15 km de long sur une largeur maximale de 4,1 km. Sa surface est de 39,3 km2, il a une profondeur moyenne de 28.5 m et une profondeur maximale de 74 m. Son volume est d'environ 1,12 km3. Son altitude habituelle est de 429 m, son niveau le plus élevé mesuré de 430,94 mètres a été atteint le 16 juillet 2021, par suite de pluies exceptionnelles.
Le lac de Bienne a un bassin versant de 8 305 km2. L'apport moyen en eau est de 244 m3/s. Le temps théorique de stationnement de l'eau est de 58 jours. Depuis 1878 et la première correction des eaux du Jura, l'Aar se jette dans le lac et en est le principal affluent, les autres sont la Thielle, le ruisseau de Douanne et la Suze.
Le lac doit son nom à la ville bilingue de Bienne qui se trouve à sa pointe est.
À l'ouest du lac près de Cerlier se trouve l'île de Saint-Pierre, connue pour avoir abrité Jean-Jacques Rousseau alors qu'il fuyait ses détracteurs. Bien des années après, son séjour lui inspirera le texte de la 5e promenade du recueil Les Rêveries du promeneur solitaire.
Le lac comprend une île aux Oiseaux, dite Vogelinsel.

## Navigation
- La compagnie Navigation Lac de Bienne.

## Régulation du débit
Le débit de sortie est réglé par le barrage de régulation de Port, à Port, canton de Berne, dont le débit normal est de 650 m3/s. Le débit à la station de mesure de Murgenthal (60 km en aval, l'eau met 4 heures pour atteindre ce lieu [réf. nécessaire]) ne devrait jamais dépasser les 850 m3/s afin de préserver l'Argovie des inondations.
Cette régulation se déroule selon un règlement de régularisation approuvé par le Conseil fédéral.